# Ingrid Wolf
Ingrid Wolf (* 1. November 1943 in Gumbinnen, heute Gussew, als Ingrid Krauder) ist eine ehemalige deutsche Politikerin (CDU der DDR). 1990 gehörte sie der letzten Volkskammer der DDR an.

## Leben und Beruf
Wolf wuchs in Neustadt an der Orla auf, wo sie die Grund- und Mittelschule besuchte. Danach absolvierte sie eine zweijährige Lehre zur Keramformerin im Porzellanwerk Kahla. Dieser schloss sie ein Studium an der Fachschule in Hermsdorf an, das sie als Keramingenieurin abschloss. Bis 1990 war sie als Tagebautechnologin im VEB Silikatwerk Brandis tätig.

## Politik
Wolf trat 1961 in die CDU ein. Diese nominierte sie für die Volkskammerwahl 1990 auf Platz 12 der CDU-Liste im Wahlkreis Leipzig, welcher für den Einzug ins Parlament ausreichte. Diesem gehörte sie bis zu dessen Auflösung zum 2. Oktober 1990 an.